# Goldnigga
Goldnigga es un álbum de estudio de Prince y The New Power Generation. La canción "2gether" fue lanzada como sencillo.

## Lista de canciones
1. "Goldnigga pt. 1" – 3:11
2. "Guess Who's Knockin'?" – 3:25
3. "Oilcan" – 0:42
4. "segue" – 0:16
5. "Deuce & a Quarter" – 3:19
6. "segue" – 0:21
7. "Black M.F. In the House" – 5:09
8. "Goldnigga pt. 2" – 2:52
9. "Goldie's Parade" – 2:22
10. "segue" – 0:36
11. "2gether" – 5:32
12. "segue" – 0:45
13. "Call the Law" – 4:16
14. "Johnny" – 10:20
15. "segue" – 1:13
16. "Goldnigga pt. 3" – 2:38

## Sencillos
- "2gether"

1. "12-inch Mix"
2. "Interview"
3. "Enlightenment"
4. "Jeep Mix"
5. "Instrumental"